# Gardenia erubescens
Gardenia erubescens ist eine Pflanzenart aus der Familie der Rötegewächse (Rubiaceae). Sie gedeiht in den sudanesischen und guineischen Savannen.

## Beschreibung
Bei Gardenia erubescens handelt es sich um einen Strauch oder kleinen Baum, der in der Regel Wuchshöhen von 1 bis 6 Meter erreicht. Die orange-braune bis gräuliche Borke ist abblätternd und relativ glatt.
Die gegenständig oder in Dreierwirteln an den Zweigen stehenden, sitzenden bis kurz gestielte Laubblätter sind bis etwa 10–20 Zentimeter lang. Die einfache, meist kahle Blattspreite ist elliptisch bis verkehrt-eiförmig und an der Basis keilförmig, an der Blattspitze stumpf oder abgerundet bis rundspitzig. Die Blätter sind unterseits auf der Mittelader manchmal leicht haarig. Sie sind oft etwas bis ziemlich unregelmäßig geformt, mit ungleichen Lappen oder Zähnen. Die Blätter besitzen einen ganzen Rand und manchmal einen kurzen Blattstiel, die Spreite ist teils etwas herablaufend. Die Nebenblätter sind abfallend.
Die meist sechs- bis achtzähligen, sitzenden und duftenden, zwittrigen Blüten erscheinen einzeln am Ende der Zweige. Die feinhaarigen Kelchblätter sind zu einer länglichen, etwas rippigen Röhre mit schmalen, kurzen Zipfeln verwachsen. Die Kronblätter sind stieltellerförmig verwachsen, mit einer langen, grünlichen Röhre und die zurückgelegten Lappen erreichen etwa einen Durchmesser von 4 bis 5 cm. Die langen, elliptischen Lappen sind anfangs weiß bis cremeweiß und später bräunlich oder auch gelb bis orange. Die fast sitzenden Staubblätter mit länglichen Antheren sitzen oben in der Kronröhre am Schlund. Der Fruchtknoten ist unterständig, mit einem langen Griffel mit einer mehrlappigen, aufrechten und kegelförmigen Narbe, die Narbenlappen sind dabei spiralig ineinander verdreht. Es 
ist ein Diskus vorhanden.
Die bei der Reife gelben, birnenähnlichen Früchte (Scheinfrucht) sind eiförmig bis ellipsoid, mit einem relativ festen Fruchtfleisch. Sie sind schwach bis leicht rippig, relativ glatt und teils etwas wärzlich und tragen meist noch die Kelchzipfel an der Spitze. Die vielsamigen Früchte sind etwa 5–8 Zentimeter lang.

## Verbreitung
Gardenia erubescens kommt vom tropischen Westafrika bis Uganda vor.

## Nutzung
Die Früchte werden gekocht oder roh gegessen. Die Blätter dienen als Gewürz. Es gibt zahlreiche volksmedizinische und magisch-religiöse Nutzungen.